# الصيد المقدس (طقس)
الصيد المقدس أو الصيد الطقسي هو نشاط رياضي وديني وسياسي كان يقام في جنوب الجزيرة العربية قبل الإسلام، يؤديه الملوك (المَكَارِبَة، والمفرد: مُكَرِّب) وكبار موظفي الدولة وكهنة العشائر وزعماؤها باصطياد الوعول والظباء، ويرتبط بالإله عثـتر خاصة؛ أما في الفترات اللاحقة فقد أصبح طقساً للتفاخر وصارت الحيوانات المصطادة من الأسود والفهود وغيرها. واستمرت ممارسة الصيد المقدس كتقليد شعبي في حضرموت، اليمن، حتى اليوم.

### التسمية
يُشار إلى الصيد المقدس في نقوش اليمن القديم بالألفاظ (ص ي د؛ ص د؛ ط ر د)، ويسمى في حضرموت المعاصرة "القَـنـيـص".

## التاريخ
تطور صيد الوعول في العصر البرونزي بأعداد كبيرة، حيث اكتُشفت بعض المصائد المعمارية في مواقع المرتفعات في جنوب الجزيرة العربية، وخاصة في مديرية بِدبِدِة، وكانت تلك المخططات المعمارية تشكل بناء من جدران مرتفعة تبدأ بشكل مفتوح وتتقارب جدراتها، وتضيق كلما اتجهت إلى نقطة النهاية، وتبدو وكأنها محاطة بدائرة كبيرة وتكون في نهاية المطاف مكاناً لإمساك الوعل، وقد استمرت هذه الظاهرة حتى العصر السبئي الأول الذي عرف بعصر المكاربة في بداية الألف الأول قبل الميلاد.
ومن أبرز الباحثين الذي تناولوا الصيد المقدس بالدراسة الأثرية كان البريطاني ألفريد بيستون ومؤخراً محمد مرقطن، ومن الناحية الأنثروبولوجية يعد كتاب روبرت سيرجنت أشمل دراسة ميدانية إثنوأثرية عن الصيد، والتي استكملها الروسي ميخائيل روديونوف، وغيرهم من الباحثين. يرى سيرجنت أن "الصيد هو من بقايا الدّيانة القديمة المستمرة حتى اليوم". ويتفق الأنثروبولوجي الروسي روديونوف مع هذه النتيجة ويرجح "أنّ تقليد الصيد الطّقسي استمر بلا انقطاع لأكثر من ألفي عام"، بل ويمضي روديونوف إلى مقارنة طقوس الصيد اليمني بإرهاصات المسرح البدائي في اليونان القديمة.

## مهرجان القنيص الحديث
كشفت الدراسات الحديثة عن استمراره تقليدياً في حضرموت حتى العصر الحديث، مع نسيان دلالته الدينية، إلا أن تفاصيل المهرجان ومراحله زودت الدارسين بصورة حية عمّا يمكن أن يكون عليه المهرجان القديم.

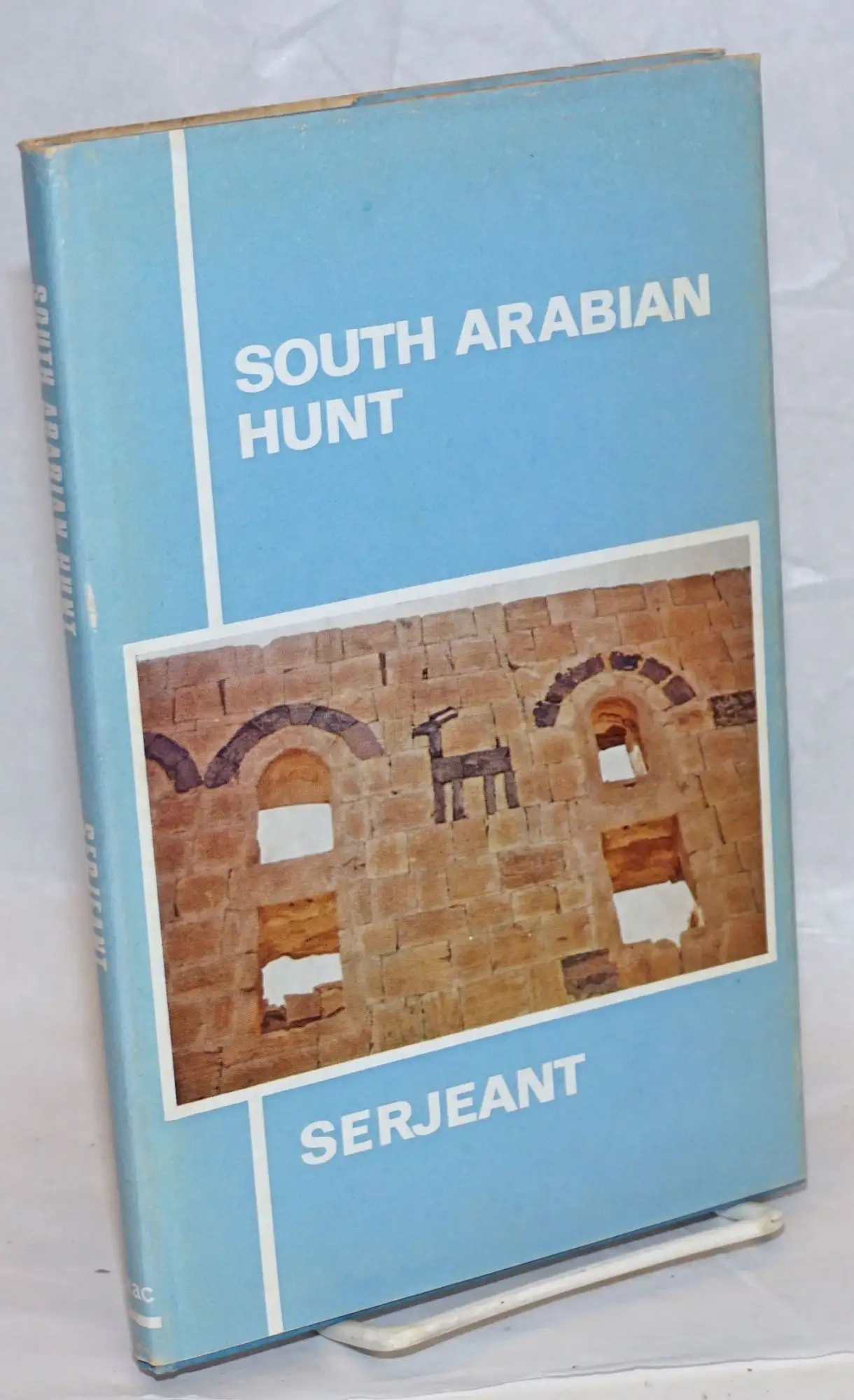
غلاف كتاب South Arabian Hunt

### مراحل المهرجان
عادة ما يستمر الصيد نفسه لستة أيام، من السبت حتى صباح الخميس، وتستمر طقوس الاحتفال بالصيد الناجح لمدة يومين، بمشاركة مئتين أو ثلاثمئة فرد، حيث يرتدي مَقادِمَة (= زعماء) الصيد ملابس خاصة بأشرطة متقاطعة عريضة على صدورهم. ويحافظ الجميع على انضباط صارم أثناء الصيد، ويُحرم عليهم شرب الشاي والقهوة والتدخين، ويتناول جميع الصيادين وجبة جماعية كل يوم في المساء بعد الصيد، ولذا فإنهم يجمعون طعامهم، ويُساهم كل واحدٍ منهم بكيس أرز أو قمح (بُـرّ)، إلخ، ويجب عليهم (توحيد أيديهم وقلوبهم) لأن كسر هذا المبدأ يُفسِد (يـذَيِّـم) الصيد.

### الهدف المُعلن
عندما سأل روبرت سيرجنت أهالي حضرموت عن غاية الصيد، كانت التبرير "إن كان ما قَنَصْنَا: المَطَر مَا يِجينا" (إذا لم نؤدي الصيد، فإن المطر لا يهطل)، الأمر الذي يعكس جانب الخصوبة في هذا الطقس.

## معارضون
يعارض بعض رجال الدين في حضرموت صيد الوعل بوصفه بدعة، كما تعارض منظمات حماية البيئة تقليد صيد الوعل، بوصفه تهديداً بانقراض الوعول في اليمن، ذلك أن لحم الوعل يعد اللحم المفضل لدى بعض اليمنيين، وخصوصاً في محافظة حضرموت وشبوة.

## قائمة الدراسات

### الأجنبية
- Ingrams, W. H. (1937). 6. A Dance of the Ibex Hunters in the Hadhramaut. Is It a Pagan Survival?. Man, 12-13.
- A.F.L. Beeston (1948). The Ritual Hunt. A Study in Old South Arabian Religious Practice in: Le Muséon 61, 183 - 196.
- W. Dostal (1962). Über jagdbrauchtum in vorderasien. Paideuma, (H. 2), 85-97.
- R. B. Serjeant (1976). South Arabian Hunt. London: Luzac.
- J. Ryckmans (1976). La chasse rituelle dans l'Arabie du Sud ancienne. Al-Bāḥiṯ. Festschrift Joseph Henninger zum, 70, 259-308.
- Mikhail A. Rodionov (1994). The Ibex Hunt Ceremony in Ḥaḍramawt Today. New Arabian Studies 2, pp.123–129. [مترجم]
- A. Avanzini (2005). Some thoughts on ibex on plinths in early South Arabian art. Arabian archaeology and epigraphy, 16(2), 144-153.
- M. Maraqten (2015). Hunting in pre-Islamic Arabia in light of the epigraphic evidence in: Arabian archaeology and epigraphy 26, 208 - 234.
- Werner Daum (2021). The Sacrifice of Isaac and Its South Arabian Parallel, The Ritual Hunt, LAGUERRE EN ARABIE ANTIQUE, Actes des 22e Rencontres sabeennes Paris, 21-23 juin 2018.
- Mohammed, O. F. (2021). Some thoughts on the religious role of Ibex in Ancient Near East. مجلة الدراسات الأفريقية, 43(2), 456-467.

### العربية
- بركات، أبو العيون (1986). الوعل في الحضارة اليمنية القديمة. مجلة اليمن الجديد (12)، السنة 15، صنعاء، وزارة الإعلام والثقافة.
- بن عقيل، عبدالرحمن جعفر (2004). قنيص الوعل في حضرموت. الخُبَر.
- باسلامة، محمد عبدالله (2010). صيد الوعل في الحضارة اليمنية القديمة. مجلة كلية الآداب والعلوم الإنسانية، جامعة صنعاء، (33)1، ص 127-156.
- طعيمان، علي مبارك (2014). صيد الوعول نشاط مقدس في ديانة جنوب الجزيرة العربية (قديماً). مجلة جمعية التاريخ والآثار بدول مجلس التعاون الخليج العربية، ع15، سلسلة مداولات علمية محكمة، المملكة العربية السعودية - الرياض. ص 141- 175.
- باعليان، محمد عوض (2021). أسلحة صيد الوعل ووسائله في حضرموت في ضوء المعطيات الأثرية والنقشية.
- باكرموم، رياض (2023). الوعل في حضرموت القديمة، مجلة الاسعاء الثقافية، دار الاسعاء، العدد الأول، ص 57-66.

### المترجمة للعربية
- روديونوف، ميخائيل (1994). احتفال صيد الوعل في حضرموت اليوم في: من مأرب إلى مكة: دين اليمن القديم وبقاياه في الإسلام، ترجمة محمد عطبوش وعمر الدعيس، الرافدين: بيروت.

## معرض صور

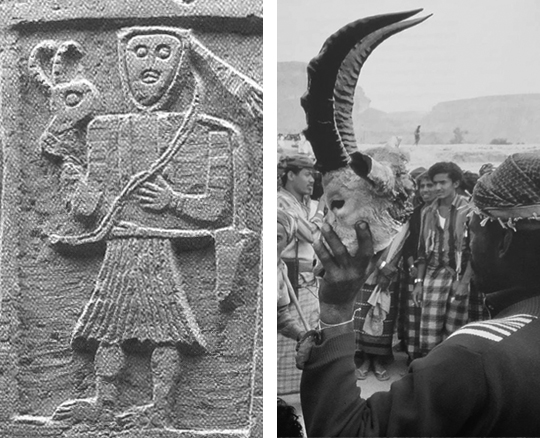